# 拉尚-里贝讷
拉尚-里贝讷（法語：Lachamp-Ribennes，法語發音：[laʃɑ̃ ʁibɛn]）是法国洛泽尔省的一个市镇，属于芒德区。该市镇于2019年由原市镇拉尚和里贝讷合并而成，行政中心位于里贝讷。

## 地理
拉尚-里贝讷（44°38'23.0"N, 3°23'55.0"E）面积50.86 平方千米，位于法国奧克西塔尼大區洛泽尔省，该省份为法国南部内陆省份，北起上盧瓦爾省和康塔爾省，西接阿韦龙省，南至加尔省，东临阿尔代什省。
与拉尚-里贝讷接壤的市镇（或旧市镇、城区）包括：塞沃雷特、圣加勒、加布里亚斯、蒙罗达、圣莱热德佩尔、雷库莱德菲马、蒙德朗东、欧布拉克地区佩尔。
拉尚-里贝讷的时区为UTC+01:00、UTC+02:00（夏令时）。

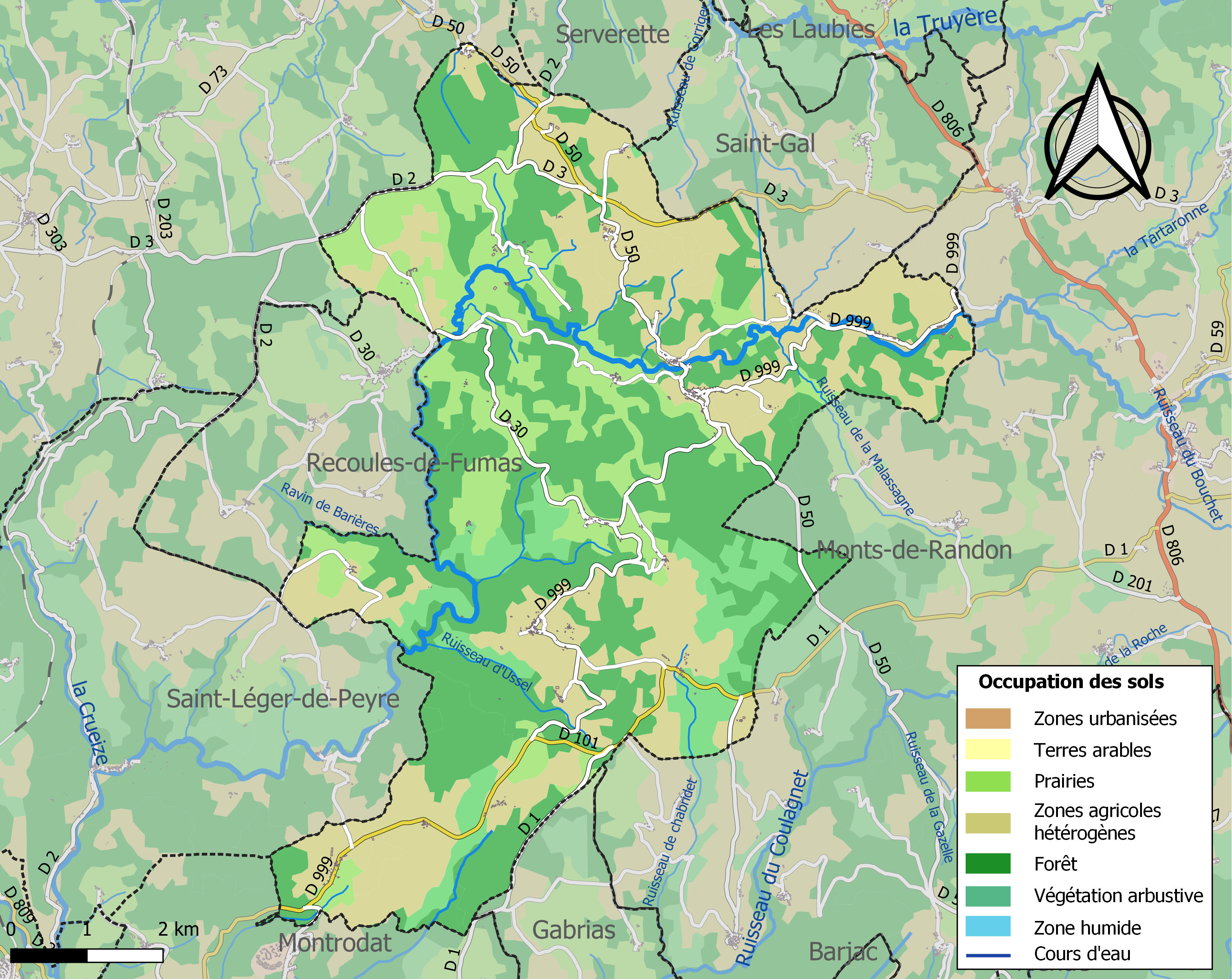
拉尚-里贝讷的OSM定位图

## 行政
拉尚-里贝讷的邮政编码为48700，INSEE市镇编码为48126。

## 政治
拉尚-里贝讷所属的省级选区为马尔沃若勒县。

## 人口
拉尚-里贝讷于2022年1月1日时的人口数量为375人。